# فروزینونه
فروزینونه (به ایتالیایی: Frosinone) شهر و ناحیه شهری در لاتزیو و مرکز استان فروزینونه در ایتالیا است. این شهر در حدود ۷۵ کیلومتری جنوب شرقی رم جای دارد.
جمعیت این شهر بر پایه آمار سال ۲۰۰۷ برابر با ۴۸٬۲۸۵ نفر و مساحت آن ۴۷ کیلومتر مربع بوده‌است.